# Phelipara estanleyi
Phelipara estanleyi là một loài bọ cánh cứng trong họ Cerambycidae.